# أصول فلسفة الحق
أصول فلسفة الحق (بالألمانية: Grundlinien der Philosophie des Rechts) هو عمل لجورج فيلهلم فريدريش هيغل نُشر عام 1820، وهو أكثر بيان ناضج لهيغل في كتاباته القانونية والأخلاقية والفلسفة الاجتماعية والسياسية، إنّه توسع في المفاهيم التي نُوقشت لفترة وجيزة فقط في موسوعة العلوم الفلسفية التي نشرت عام 1817 (ومرة أخرى في 1827 و 1830). يوفر القانون لهيغل حجر الزاوية للدولة الحديثة. من هنا انتقد كارل لودويغ فون هالر استعادة علم الدولة (بالإنجليزية: The Restoration of the Science of the State)‏ حيث ادعى الأخير أن القانون كان سطحياً لأن القانون الطبيعي و «حق الأقوى» كافيان. اعتبر هيغل أنّ غياب القانون هو أساس الاستبداء سواء أكان ملكياً أم حكومي من قبل الشعب.

## ملخص
تبدأ فلسفة الحق (كما يطلق عليها عادة) بمناقشة مفهوم الإرادة الحرة وتجادل بأن الإرادة الحرة لا يمكن أن تدرك نفسها إلا في السياق الاجتماعي المعقد لحقوق الملكية والعلاقات والعقود والالتزامات الأخلاقية والحياة الأسرية والاقتصاد والنظام القانوني والنظام السياسي. بعبارة أخرى، ليس الشخص حراً حقاً ما لم يكن مشاركاً في كل هذه الجوانب المختلفة من حياة الدولة.
خُصص الجزء الأكبر من الكتاب لمناقشة مجالات هيغل الثلاثة أو نسخ «اليمين»، كل واحدة أكبر من سابقتها وتشملها. المجال الأول هو حق مجرد (بالألمانية: Recht)، حيث يُناقش هيجل فكرة «عدم التدخل» كطريقة لاحترام الآخرين. إنه يرى أن هذا غير كافٍ وينتقل إلى المجال الثاني، الأخلاق (بالألمانية: Moralität) وهنا يقترح هيجل أن البشر يعكسون ذاتيتهم الخاصة للآخرين من أجل احترامهم. المجال الثالث، الحياة الأخلاقية [الإنجليزية] (بالألمانية: Sittlichkeit) وهي تكامل هيغل للمشاعر الفردية الذاتية والمفاهيم العالمية للحق. في ظل الحياة الأخلاقية ينطلق هيجل بعد ذلك في نقاش مطول حول الأسرة والمجتمع المدني والدولة.
يجادل هيجل أيضاً بأن الدولة نفسها تندرج تحت المجمل الأعلى لتاريخ العالم حيث تنشأ الدول الفردية وتتعارض مع بعضها البعض وتسقط في النهاية. يبدو أن مسار التاريخ يتجه نحو تحقيق الحرية المتزايد باستمرار. كل حقبة تاريخية متتالية تصحح إخفاقات معينة في سابقاتها. في نهاية محاضراته حول فلسفة التاريخ [الإنجليزية] يترك هيغل الباب مفتوحاً أمام احتمال أن التاريخ لم ينجز بعد مهاماً معينة تتعلق بالتنظيم الداخلي للدولة.

## الاستقبال
كان هناك عدد من القضايا التي ظهرت أثناء ترجمة النص. أبرزها العبارة التي أُضيف إليها§258 ، والتي تُرجمت في البداية على أنها الدولة هي مسيرة الله عبر العالم وأيضاً: وجود الدولة هو حضور الله على الأرض. من هذه الترجمات المبكرة جاء النقد الذي رآى أنّ هيغل بررّ الاستبدادية أو حتى الشمولية للحكومة. جيوفاني جنتيلي الذي كان لفكره تأثير قوي على موسوليني أسس إحياءه الهيغلي على هذه النقطة. ومع ذلك يرى والتر كوفمان أن الترجمة الصحيحة تنص على ما يلي إنه طريق الله في العالم، أن تكون هناك دولة. يشير هذا إلى أن الدولة هي جزء من الاستراتيجية الإلهية وليست مجرد نتاج جهد بشري. يدعي كوفمان أن المعنى الأصلي للحكم هيغل ليس تفويضاً مطلقاً لهيمنة الدولة ووحشيتها ولكنه مجرد إشارة إلى أهمية الدولة كجزء من عملية التاريخ.
تحتوي مقدمة أصول فلسفة الحق على قدر كبير من النقد لفلسفة فريز ياكوب فريدريش والذي كان ناقداً لعمل هيغل السابق. يتضمن هذا اقتراحاً بأنه من المبرر للدولة فرض رقابة على كتابات الفلاسفة مثل فرايز والترحيب بفقدان فرايز لمنصبه الأكاديمي بعد مشاركته فرايز في مهرجان فارتبورغ. أدى إدراج هذا المقطع إلى نقاش أكاديمي حول سبب دعوة هيجل لنوع الرقابة التي أدخلتها الدولة البروسية بعد مقتل أوغست فون كوتزيبو في شكل مراسيم كارلسباد [الإنجليزية]. اقترح علماء هيجل أن إدراج هذه المقاطع سببه إرضاء الرقابة.
ت. جادل توماس مالكولم نوكس [الإنجليزية] بأنه على الرغم من أنه تم تصميمه بشكل واضح لإرضاء الرقابة، فإن إدانة المقدمة لـ فرايز لم تكن «شيءً جديداً»، وأنه لم يكن هناك خيانة لدعمه لمبادئ مهرجان فارتبورغ، بالأحرى مجرد تهذيب للأسلوب في حين أن إدانة كارل لودفيج فون هالر (الذي احترقت أعماله في فارتبورغ) ظلت دون عائق في جسد العمل.
كتب ستيفن هولجيت أن عمل هيغل يُعرف الآن بأنه واحد من أعظم أعمال الفلسفة الاجتماعية والسياسية المكتوبة على الإطلاق.